# Шеліґово
Шеліґово (пол. Szeligowo) — село в Польщі, у гміні Полчин-Здруй Свідвинського повіту Західнопоморського воєводства.
Населення — 117 осіб (2011).

## Демографія
Демографічна структура станом на 31 березня 2011 року:
|          | Загалом | Допрацездатний вік | Працездатний вік | Постпрацездатний вік |
| -------- | ------- | ------------------ | ---------------- | -------------------- |
| Чоловіки | 62      | 15                 | 41               | 6                    |
| Жінки    | 55      | 14                 | 30               | 11                   |
| Разом    | 117     | 29                 | 71               | 17                   |